# Louis-Julien Petit
Pour les articles homonymes, voir Petit.
Louis-Julien Petit est un réalisateur français, né le 6 septembre 1983 à Aix-en-Provence (France).

## Biographie
Diplômé de l’École supérieure de réalisation audiovisuelle (ESRA) en 2004, Louis-Julien Petit a travaillé pendant plus de dix ans comme assistant réalisateur sur une trentaine de longs-métrages, à la fois français et internationaux avec différents réalisateurs reconnus tel que Luc Besson. En parallèle à cette activité, il écrit et réalise plusieurs courts-métrages, notamment Bande Démo dont il est co-créateur, primés dans de nombreux festivals[réf. nécessaire]. En 2013, il termine le long-métrage Anna et Otto, un film autofinancé qu’il aura mis près de 3 ans à réaliser. 
Fin janvier 2014, il termine le tournage de son premier long-métrage, Discount, produit par Elemiah, comédie sociale française, qui remporte le Valois du public au Festival du film francophone d'Angoulême quelques semaines plus tard et bénéficie d'une critique favorable.
Discount raconte l'histoire d'employés d'un magasin discount prenant la décision de créer un commerce équitable à partir de produits jetés par la grande distribution, en réponse à l'annonce d'un probable licenciement après installation de caisses automatiques. Au cours de l'écriture du scénario, Louis-Julien Petit a rencontré une caissière poursuivie pour le vol de bons de réduction imprimés sur des tickets de caisse laissés par les clients, rencontre après laquelle le projet a pris une nouvelle tournure face à l'attitude positive de la jeune femme. Pour la première fois, un partenariat a été mis en place entre Allociné, l'équipe du film et les Restos du cœur. Les revenus publicitaires générés par la bande-annonce ont été reversés par Allociné à l'association.
En 2015, Louis-Julien Petit tourne pour Arte son deuxième long métrage, Carole Matthieu avec Isabelle Adjani et Corinne Masiero,. Adapté du roman noir de Marin Ledun, Les Visages écrasés, paru en 2011, ce drame met en scène une femme médecin du travail face au mal-être au travail poussé à son extrême. 

## Filmographie
- 2009 : Les Figures (court métrage)
- 2013 : Anna et Otto [10]
- 2015 : Discount
- 2016 : Carole Matthieu
- 2018 : Les Invisibles
- 2022 : La Brigade
- 2025 : Des jours meilleurs (scénariste)

## Distinction
- Festival du film francophone d'Angoulême 2014 : Valois du public pour Discount